# Golavabuka
Golavabuka este o localitate din comuna Slovenj Gradec, Slovenia, cu o populație de 216 locuitori.